# Elise Dammers
Elise (Lies) Dammers (Bussum, 27 mei 1921 – Ravensbrück, 13 januari 1945) was een Nederlandse studente en verzetsstrijdster tijdens de Tweede Wereldoorlog.

## Biografie
Dammers groeide op aan de Koningin Emmalaan in de wijk Het Spiegel in Bussum. Ze doorliep de Koningin Emmaschool en vervolgens de Gooische HBS. Na haar eindexamen ging ze medicijnen studeren in Amsterdam. Ze werd lid van het dispuut GEMMA, dat mede was opgericht door Hannie Schaft.

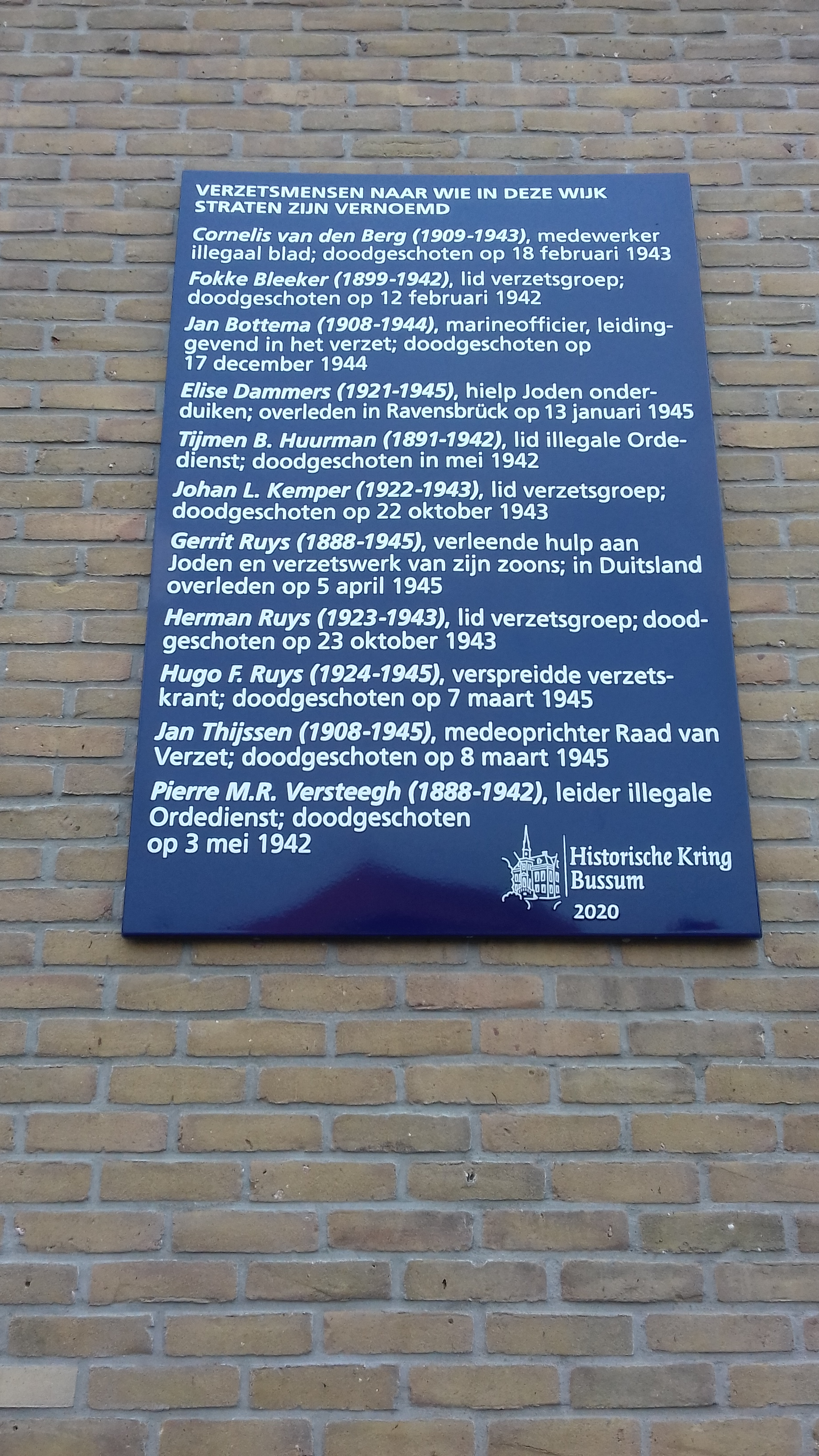
Verzetsplaquette in Bussum-Zuid, met de namen waarnaar straten zijn vernoemd in de Verzetsliedenbuurt

Tijdens de Tweede Wereldoorlog deed Dammers verzetswerk. Ze bracht Joodse kinderen naar onderduikadressen en zorgde voor persoonsbewijzen en voedselbonnen. In het ouderlijk huis in Bussum verborg haar moeder (haar vader was reeds in 1922 overleden) twee onderduikers. Op 18 april 1944 werden Lies en de onderduikers na verraad opgepakt.
Dammers zat vanaf 5 juni 1944 gevangen in Kamp Vught. Uit kampdocumentatie kan worden afgeleid dat ze daar werkte bij het Philips-Kommando. Van daar werd ze gedeporteerd naar Ravensbrück, waar ze op 9 september 1944 aankwam. Haar kampnummer was 66784. In oktober 1944 werd ze overgebracht naar Horneburg, een buitenkamp van Neuengamme, om tewerk te worden gesteld.
In Horneburg was zij getuige van de afstraffing van Marianne van Raamsdonk na haar vluchtpoging. Omdat zij protesteerde toen de commandant zich niet beperkte tot de overeengekomen 35 stokslagen, kreeg Dammers twee harde klappen tegen haar hoofd. Als "vervolgstraf" voor de vluchtpoging werd een groep van 39 vrouwen, waaronder Dammers, in januari 1945 teruggestuurd naar Ravensbrück. Dammers overleed daar op 13 januari 1945. Haar moeder noemt in de aanvraag voor de Erelijst van Gevallenen 1940-1945 hersenletsel ten gevolge van de mishandeling in Horneburg als doodsoorzaak.

## Eerbetoon
- Haar naam staat vermeld op de Erelijst van Gevallenen 1940-1945.[12]
- Het Elise Dammershof in Bussum is naar haar vernoemd.[13]